# Holden Commodore
Holden Commodore — автомобиль, производившийся компанией Holden в Австралии и, ранее, в Новой Зеландии.
В середине 1970-х руководство Holden решило заменить модель Kingswood на новую, меньшую по размеру. Основой для автомобиля стал Opel Rekord (точнее его шестицилиндровая версия Commodore). Немецкая компания продолжала предоставлять платформы вплоть до 2006 года, когда было представлено четвёртое поколение.
Изначально предлагался только в кузове седан. В 1979 году был представлен универсал. Престижные версии автомобиля называются Holden Calais и Holden Berlina.
С 1987 года Holden Special Vehicles выпускал высокотехнологичные исполнения Commodore под своей маркой. Также они продавались в Великобритании как Vauxhall VXR8. С 1990 года Commodore является основой для длиннобазных Holden Caprice/Statesman и пикапа Holden Utility/Ute.
Основной конкурент Commodore — Ford Falcon местной сборки. До второго поколения Commodore располагался классом ниже Falcon. Также автомобиль конкурировал с среднеразмерными Toyota, а также Chrysler (позднее Mitsubishi) местного производства.
С 1989 по 1997 года второе поколение также продавалось как Toyota Lexcen. Начиная с третьего поколения, автомобиль экспортировался в другие страны. На рынке Ближнего Востока он продавался как Chevrolet Lumina, в Бразилии как Chevrolet Omega.
Также автомобиль продавался в Малайзии под маркой Opel Calais. В США четвёртое поколение продавалось под именем Chevrolet SS.
В декабре 2013 года Holden сообщил о прекращении местного производства к 2017 году. Однако имя Commodore сохранится для автомобиля на переднеприводной платформе. С 2018 по 2020 год под именем Commodore продавалась Opel Insignia второго поколения.

## Первое поколение
Среднеразмерный автомобиль Holden Commodore начали выпускать в Австралии в 1978 году. Машина была создана на заднеприводной платформе от европейской модели Opel Rekord E.

## Третье поколение
На базе третьего поколения с 2001 по 2005 года производилось купе Holden Monaro. На рынке США купе продавалось под названием Pontiac GTO, в Великобритании как Vauxhall Monaro. Также выпускался четырёхдверный пикап Holden Crewman, шасси Holden One Tonner и полноприводный универсал Holden Adventra.

## Четвёртое поколение
В США продавалось как Pontiac G8 с 2007 по 2009 год.
При проведении краш-теста машина получила наивысшие баллы по безопасности.
Chevrolet SS для рынка США был показан на очередном этапе Nascar в 2013 году. В 2015 году проведён последний фейсфлитинг модели Commodore.